# Mistinguett

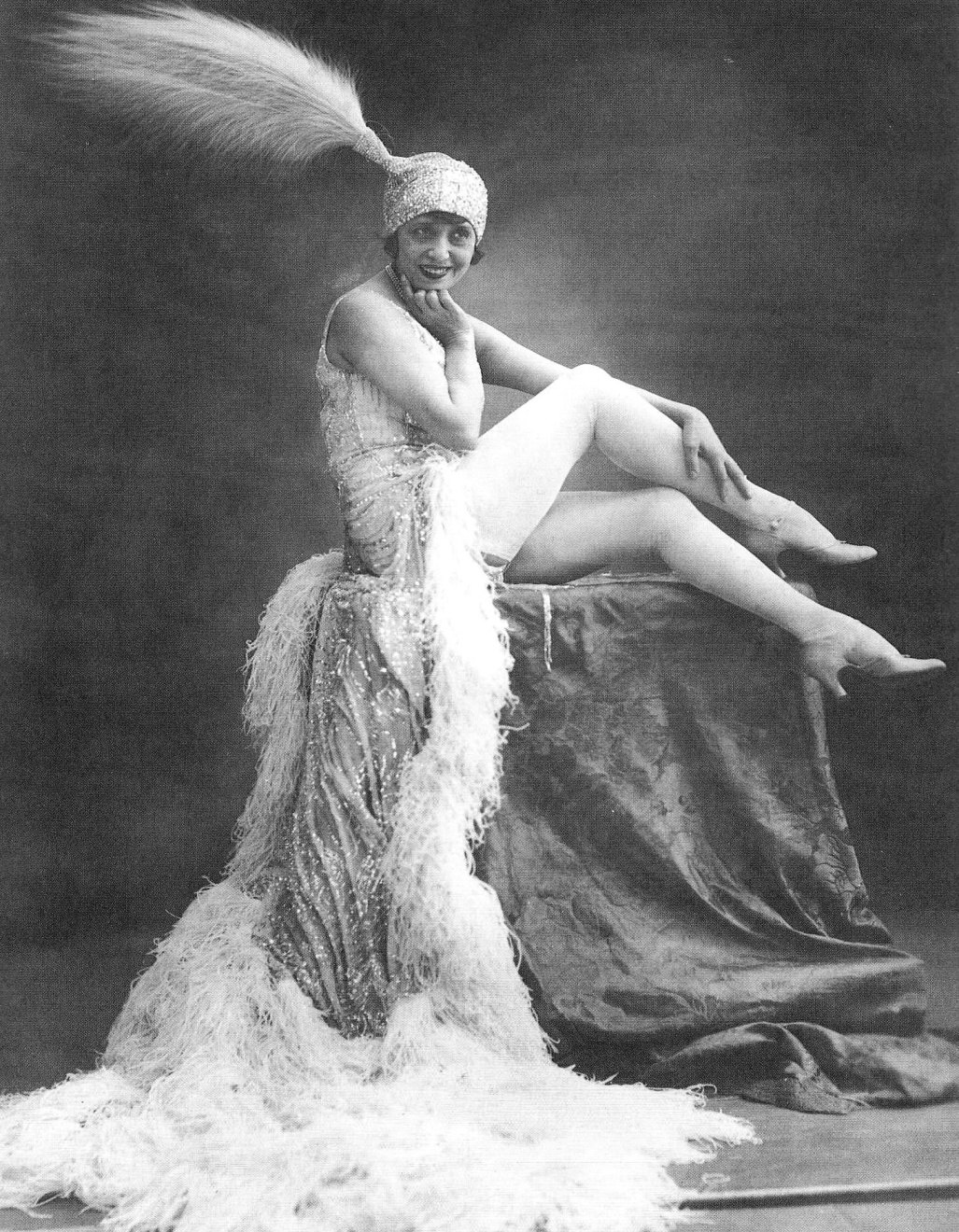
Mistinguett en el Moulin Rouge, en 1911.

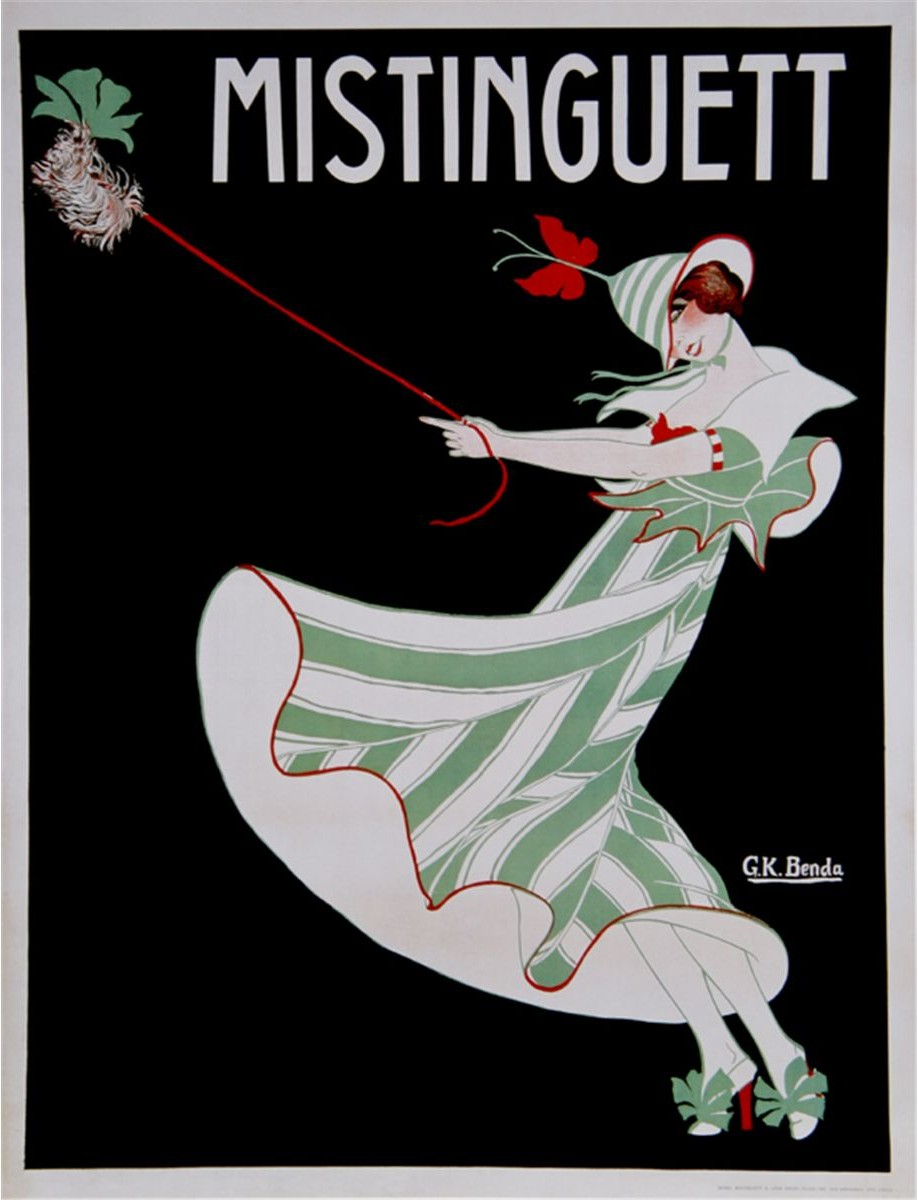
Cartel de Mistinguett.

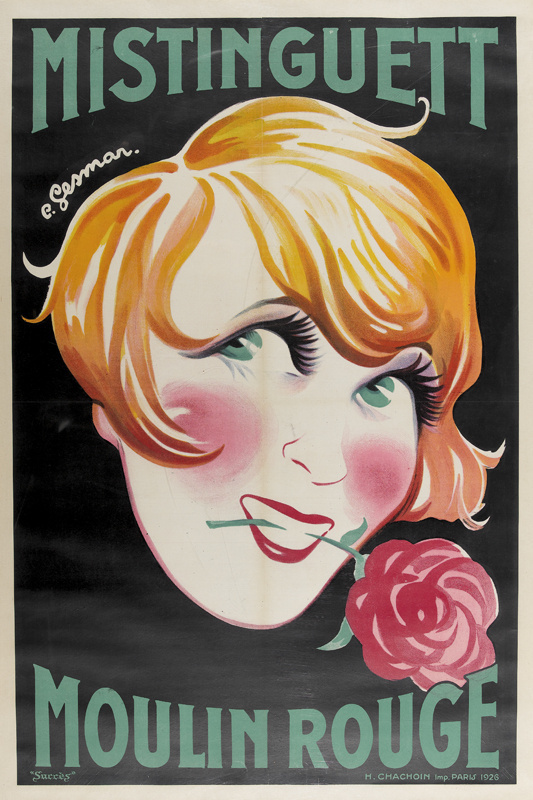
Cartel de Mistinguett para el Moulin Rouge.

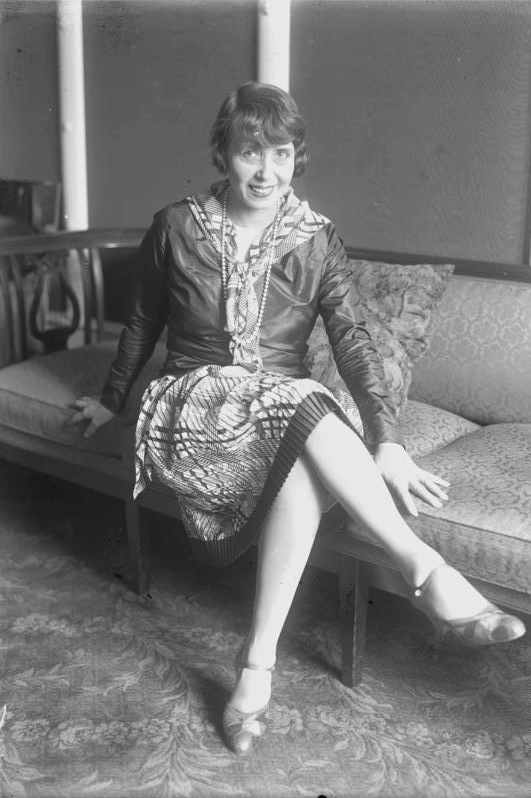
Mistinguett en 1931.

Mistinguett, nombre artístico de Jeanne Bourgeois (Enghien-les-Bains, 3 de abril de 1875 - Bougival, 5 de enero de 1956), fue una vedette, cantante y actriz francesa.
Jeanne Bourgeois hizo su debut como Mistinguett en el Casino de París en 1895, participando después en espectáculos del Folies Bergère, el Moulin Rouge y Eldorado. Llegó a ser una de las más populares artistas francesas en su tiempo y la mujer más importante en el mundo del espectáculo. En 1919, sus piernas fueron aseguradas por la enorme cifra de 500 000 francos. Fue la primera en interpretar la canción Ça c'est Paris ("Esto es París"), de José Padilla, llamada por el escritor Jacques Charles el "himno de los parisinos". 
Tuvo una larga relación amorosa con Maurice Chevalier, quien fue su partenaire.
En 1920, grabó su primera canción, Mon homme, que fue popularizada con el título inglés de My Man por Fanny Brice y se convirtió en un clásico del repertorio de numerosos cantantes. En España fue Sara Montiel quien la popularizó con el título de Es mi hombre.
Igualmente, el actor francés Jean Gabin inició con ella su carrera artística, estrenando la célebre Java de Doudoune, otra obra de José Padilla.
Durante un viaje a los Estados Unidos, explicó en la revista Time Magazine la razón de su popularidad. Mistinguett afirmó: "It is a kind of magnetism. I say 'Come closer' and draw them to me." ("Es sólo una cuestión de magnetismo. Yo digo 'Venid' y ellos son atraídos hacia mi").
La carrera de Jeanne Bourgeois acabó poco después de los cincuenta años de actividad. Falleció a los 80 años y fue enterrada en el cementerio de Enghien-les-Bains, en la región de Île-de-France.

## Discografía
- Mistinguett. 1926-1942. Chansophone, 1993.

## Filmografía
- L'empreinte ou La main rouge (1908)
- Fleur de pavé (1909)
- La fiancée récalcitrante (1909)
- Un mari qui l'échappe belle (1909)
- L'enlèvement de Mademoiselle Biffin (1909)
- Ce bon docteur (1909)
- Les timidités de Rigadin (1910)
- La ruse de Miss Plumcake (1911)
- L'épouvante (1911)
- Le clown et le pacha (1911)
- Un enfant terrible (1912)
- L'oubliée (1912)
- La moche (1912)
- La folle de Penmarch (1912)
- Le coup de foudre (1912)
- Bal costumé (1912)
- À bas les hommes (1912)
- La vocation de Lolo (1912)
- Le parapluie (1912)
- Une bougie récalcitrante (1912)
- La glu (1913)
- Les misérables (1913)
- La valse renversante (1914)
- La doppia ferita (1915)
- Chignon d'or (1916)
- Sous la menace (1916)
- Fleur de Paris (1916)
- Mistinguett détective (1917)
- Mistinguett détective II (1917)
- L'île d'amour (1928)
- Rigolboche (1936)
- Carosello del varietà (1955)

## Comedia musical
- Franklin Le Naour y Jérôme Savary - Mistinguett. La dernière revue, con Liliane Montevecchi en el papel de Mistinguett. Opéra-Comique. París, 2001.